# Ermita de Nuestra Señora de Rihondo
La ermita de Nuestra Señora de Rihondo se localiza en el municipio de Benitos del Rebollar, en la vertiente norte de la sierra de Ávila, al pie de la carretera AV-110, cerca del cruce hacia la localidad de Benitos y a 1,5 km de Chamartín de la Sierra.

## Características
La transcripción del panel informativo sito en el lugar es la siguiente: 

La Ermita de Ntra. Sra. de Rihondo se levanta en la primera mitad del S. XVII bajo la estética herreriana, construyéndose posteriormente la cabecera. Facturada con sillería de granito, responde a una planta de nave única que se corresponde con una cabecera absidada, en la que se erige una cúpula sobre pechinas. La espadaña se eleva a los pies. La nave aparece dividida en tres tramos por medio de pilastras, cubriéndose por medio de una bóveda de cañón decorada con estucos. El retablo mayor supone un gran conjunto, con tres calles y un cuerpo sobre banco con ático semicircular. Data de la segunda mitad del S. XVIII. A ambos lados se ubican los retablitos. Una pintura de la sacristía de 1759, narra la caída del cura de Cillán ante un toro durante una de las corridas celebradas en las inmediaciones del templo en honor a la Virgen. Estos festejos se efectuaban en el coso cuadrangular anexo. Existe constancia de la celebración de fiestas de toros al menos desde 1646. En el S. XVIII el Obispado prohibió que se emplearan fondos de la ermita en las fiestas profanas, pero, de manera encubierta, continuaron conmemorándose hasta finales del S. XIX con ocasión de la romería del 13 de Diciembre en honor a la Virgen de Rihondo. La total ausencia de escudos y blasones nobiliarios pone de manifiesto que se trata de una obra enteramente popular.

## Celebraciones
Actualmente, la romería a la ermita de Rihondo, al igual que el resto de romerías de la Sierra de Ávila —a la de la Virgen de las Fuentes y a la de la Virgen del Espino—, se celebra el tercer fin de semana del mes de septiembre, en el caso de la de Rihondo el sábado.
- Datos: Q5835960
- Multimedia: Hermitage of Nuestra Señora de Rihondo / Q5835960